# Alphadon
Alphadon Simpson, 1927 (dal greco “primo dente”) è un genere estinto di piccoli mammiferi marsupiali, vissuti tra il Cretaceo inferiore (Albiano, circa 99,7 milioni di anni fa) e l'Eocene (Ypresiano, circa 48,6 milioni di anni fa), i cui resti fossili sono stati rinvenuti in Nordamerica, Europa e Nordafrica.

## Descrizione

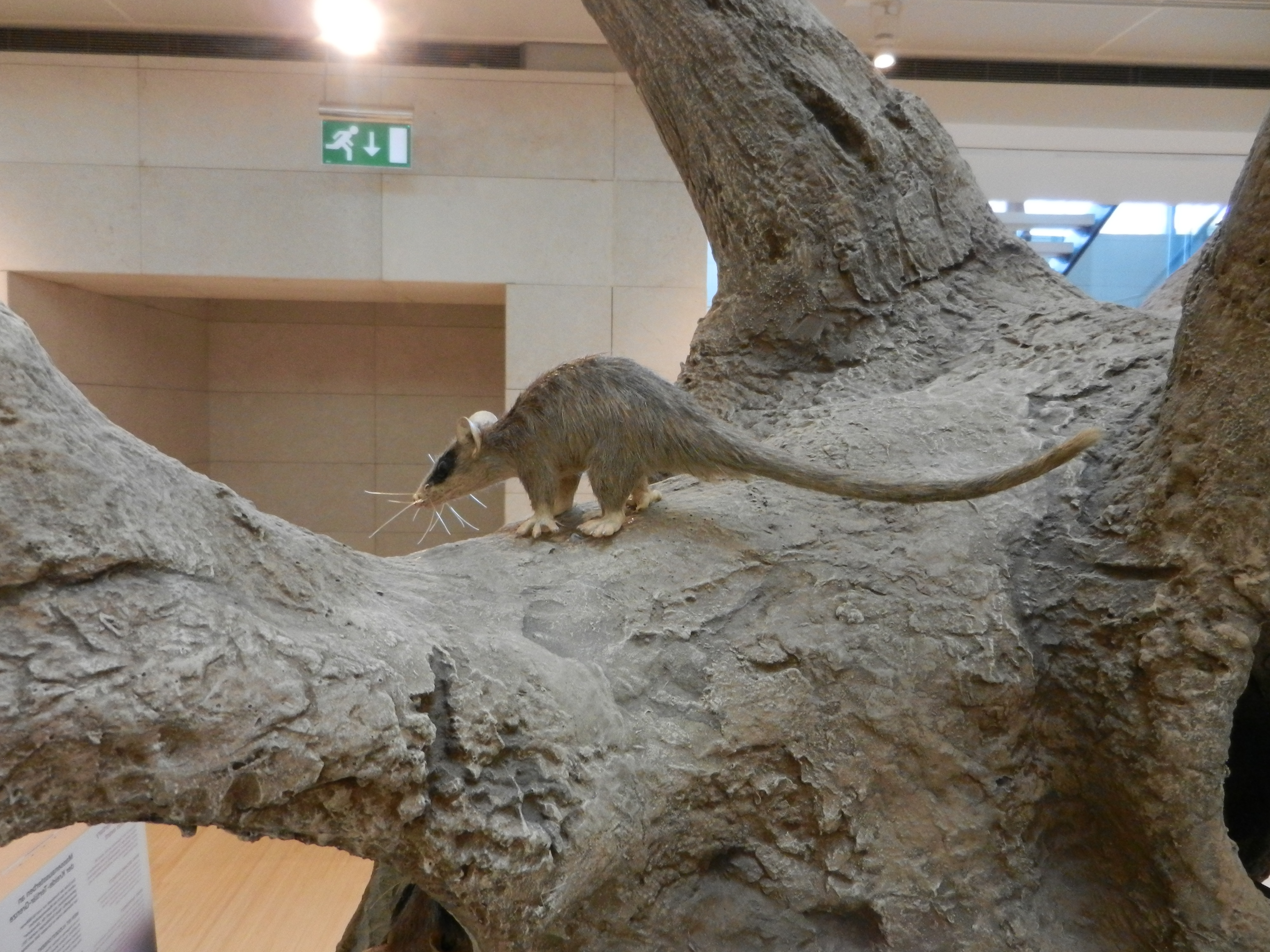
Ricostruzione museale

Per via della scarsa presenza di fossili non si sa molto sul suo aspetto. La lunghezza media di questo animale era di circa 30 cm e probabilmente il suo aspetto era quello di un moderno opossum. A giudicare dalla forma dei denti, era probabilmente onnivoro, nutrendosi di frutti, invertebrati e occasionalmente di piccoli vertebrati.
La specie tipo è A. marshi.
Durante il periodo Cretaceo il numero di specie di marsupiali in Nord America si era ridotto notevolmente, e Alphadon rappresentava uno degli ultimi superstiti del suo genere insieme al suo successore del Paleocene, Peradectes.